# Ḩoseynīyeh-ye Khazīr
Ḩoseynīyeh-ye Khazīr (persiska: حسینیه خزیر, Ḩoseynīyeh-ye Kheẕayer) är en ort i Iran.   Den ligger i provinsen Khuzestan, i den centrala delen av landet, 600 km söder om huvudstaden Teheran. Ḩoseynīyeh-ye Khazīr ligger 30 meter över havet och antalet invånare är 294.
Terrängen runt Ḩoseynīyeh-ye Khazīr är mycket platt.Runt Ḩoseynīyeh-ye Khazīr är det ganska tätbefolkat, med 58 invånare per kvadratkilometer. Närmaste större samhälle är Rāmshīr, 5,1 km söder om Ḩoseynīyeh-ye Khazīr. Trakten runt Ḩoseynīyeh-ye Khazīr är ofruktbar med lite eller ingen växtlighet.